# Списък на футболистите на ФК Ливърпул
1890-те:
Хари Брадшоу – Раби Хауъл – Джо Маккю – Малкълм Маквийн – Алекс Рейсбек
1900-те:
Тед Дойг – Артър Годард – Сам Харди – Джак Паркинсън – Сам Рейбулд
1910-те:
Том Бромилоу – Хари Чембърс – Дик Форшоу – Бил Лейси – Ифриъм Лонгуърт – Доналд Маккинли – Илайша Скот
1920-те:
Гордън Ходжсън – Фред Хопкин – Джеймс Джаксън
1930-те:
Джак Балмър – Ърнест Бленкинсъп – Мат Бъзби – Том Купър – Уили Фейгън – Алфред Хенсън – Бери Нювенхойс – Фил Тейлър
1940-те:
Сиръл Дан – Лори Хюз – Бил Джоунс – Рей Ламбърт – Били Лидъл – Боб Пейсли – Джими Пейн – Сиръл Сидлоу – Еди Списър – Албърт Стъбинс
1950-те:
Алан а'Корт – Алан Арнел – Джери Бърн – Боби Кембъл – Дейв Хиксън – Роджър Хънт – Томи Лийшман – Джими Мелия – Рони Моран – Бърт Слейтър – Джеф Туинтиман – Дик Уайт – Джони Уийлър – Томи Йънгър
1960-те:
Алф Ароусмит – Фил Боърсма – Иън Калаган – Рей Клемънс – Алан Евънс – Фил Фърнс – Джим Фърнъл – Боби Греъм – Брайън Хол – Тони Хейтли – Емлин Хюз – Крис Лоулър – Томи Лорънс – Кевин Люис – Алек Линдси – Дъг Ливърмор – Лари Лойд – Гордън Милн – Джон Маклафлин – Иън Рос – Томи Смит – Уили Стивънсън – Иън Сейнт Джон – Джеф Стронг – Питър Томпсън – Питър Уол – Гордън Уолас – Рон Йейтс
1970-те:
Джими Кейс – Ейви Кохън – Питър Кормак – Кени Далглиш – Рой Евънс – Дейвид Феърклъф – Алан Хансен – Стийв Хайуей – Колин Ъруин – Дейвид Джонсън – Джоуи Джоунс – Кевин Кийгън – Брайън Кетъл – Алан Кенеди – Рей Кенеди – Сами Лий – Тери Макдермът – Фил Нийл – Стийв Огризович – Тревър Стортън – Греъм Сунес – Фил Томпсън – Джон Тошак – Алан Уодъл
1980-те:
Гари Аблет – Джон Олридж – Джон Барнс – Питър Биърдсли – Джим Беглин – Дейв Бароус – Хауърд Гейл – Гари Гилеспи – Брус Гробелаар – Дейвид Ходжсън – Майк Хупър – Рей Хафтън – Глен Хайсен – Крейг Джонстън – Марк Лорънсън – Кевин Макдоналд – Майк Марш – Стийв Макмахън – Ян Мьолби – Стийв Никъл – Майкъл Робинсън – Иън Ръш – Найджъл Спакмън – Стийв Стонтън – Бари Венисън – Пол Уолш – Джон Уорк – Рони Уилън
1990-те:
Фил Баб – Стиг Инге Бьорнебю – Тити Камара – Найджъл Клъф – Стан Колимор – Джулиън Дикс – Роби Фаулър – Брад Фрийдъл – Дон Хъчисън – Дейвид Джеймс – Роб Джоунс – Бьорн Торе Кварме – Ойвинд Леонардсен – Доминик Матео – Джейсън Макатиър – Стийв Макманаман – Джейми Реднап – Карл-Хайнц Ридле – Рони Росентхал – Нийл Радък – Дийн Сондърс – Джон Скейлс – Пол Стюарт – Майкъл Томас – Дейвид Томпсън – Марк Уолтърс – Сандер Вестервелд – Марк Райт
2000-те:
Никола Анелка – Гари Макалистър – Кристиан Циге – Ник Бармби – Яри Литманен – Патрик Бергер – Йежи Дудек
— Стивън Джерард – Сами Хююпия – Джейми Карагър – Дитмар Хаман – Стийв Финан – Йон Арне Риисе – Майкъл Оуен – Фернандо Торес – Дирк Каут – Луис Суарес – Даниел Стъридж